# Abbaye de Tewkesbury
L'abbaye de Tewkesbury (officiellement l'Abbaye Église de la Sainte Vierge Marie, Tewkesbury) est une ancienne abbaye d'architecture romane située dans le Gloucestershire au Royaume-Uni.

## Histoire
Tewkesbury, centre chrétien remontant au VIIe siècle, devint prieuré au Xe. Le bâtiment roman de style normand date principalement du XIIe siècle. L'église abbatiale est considérée comme l'une des plus grandes et importantes qui soient conservées en Angleterre après celles qui devinrent cathédrales (comme Peterborough ou Gloucester).
La façade occidentale romane est constituée d'un mur rectangulaire surmonté de deux tourelles carrées coiffées de toits coniques en pierre. Une immense arcade romane est percée d'une fenêtre de style gothique perpendiculaire.
La tour de croisée est ornée d'arcatures typiques du XIIe siècle anglais, avec des arcs entrecroisés et des ornements dits en dents de loup. La chapelle axiale a été détruite et est fermée par des murs percés de baies gothiques.
L'intérieur est constitué, comme à Gloucester, sa voisine, de gros piliers cylindriques surmontés de simples fenêtres de faible hauteur. La voûte de la nef et celle du sanctuaire sont de style gothique perpendiculaire, en réseau complexe et en partie polychrome.
Des tombes et chapelles monumentales, formant de hauts dais montant jusqu'aux voûtes des grandes arcades du chœur, se trouvent entre le sanctuaire et le déambulatoire, notamment celle de sir Guy de Brien (en). Une "chantry" (chapelle funéraire close) de 1397 est consacrée au fondateur, Robert FitzHamon, abbé en 1102.
À la suite de la Réforme protestante et de la dissolution des monastères sous Henri VIII, l'église devient l'église paroissiale anglicane de la ville. Au XIXe siècle, l'édifice est restauré par George Gilbert Scott.